# 易重
易重（806-872），字鼎臣。宜春（今江西省宜春市）人。唐朝状元、官员。
会昌五年（845年）乙丑科登第，主考官是左谏议大夫陈商。最早取張濆為狀元，易重第二，後來舉子認為取士不公。唐武宗命翰林學士白敏中復試，易重得第一。官至大理評事。